# Xenorhinotherium
El xenorrinoterio (Xenorhinotherium bahiense) es un mamífero extinto del orden Litopterna, perteneciente al clado de los denominados ungulados sudamericanos, los Meridiungulata. Con cuerpo que recuerda al de un camello y una trompa corta.
Está relacionado con  Macrauchenia patachonica, incluida por algunos autores en el mismo género. Fue descubierta en Brasil, en el estado de Bahia al norte y en Minas Gerais al sur de ese país, y en Venezuela, en las localidades de Muaco, Taima Taima y Cuenca del Lago, todas datando del Pleistoceno. Era herbívoro y probablemente tenía una trompa corta que le serviría de labio prensil.
La palabra Xenorhinotherium significa "bestia de nariz extraña" y bahiense es en referencia al estado de Bahia, Brasil, donde fue encontrado originalmente. Algunas fuentes mencionan el género como Xenorhynotherium.